# Podróż apostolska Jana Pawła II do Brazylii (1980)
7. podróż apostolska Jana Pawła II odbywała się od 30 czerwca do 12 lipca 1980. Papież odwiedził Republikę Brazylii.
Celami pielgrzymki były: wizyta w lokalnym Kościele, inauguracja kongresu eucharystycznego oraz uczczenie 25. rocznicy powstania Rady Biskupów Ameryki Łacińskiej CELAM.

## Przebieg pielgrzymki

### Brasília
Jan Paweł II przybył do stolicy kraju 30 czerwca. Tego dnia odprawił mszę św. na placu przed katedrą pw. św. Jana Bosko. Tego dnia miały również spotkania z prezydentem Brazylii João Figueiredo, kardynałami, biskupami, klerem brazylijskim i korpusem dyplomatycznym. Następnego dnia papież odwiedził więzienie Papuda.

### Belo Horizonte
Do stolicy stanu Minas Gerais papież przybył 1 lipca. Tutaj odprawił mszę dla młodzieży i studentów. Jeszcze tego samego dnia udał się do Rio de Janeiro.

### Rio de Janeiro
W tej położonej nad Oceanem Atlantyckim metropolii Jan Paweł II odprawił mszę św. na placu Flamengo. Spotkał się z przedstawicielami świata kultury i nauki. 2 lipca odwiedził dzielnicę nędzy oraz odprawił dwie msze św., udzielił święceń kapłańskich oraz pobłogosławił całemu miastu i krajowi ze szczytu Corcovado.

### São Paulo
W São Paulo Jan Paweł II przebywał 3 lipca. Po odprawieniu mszy ku czci bł. Józefa Anchiety miały miejsce liczne spotkania z grupami wiernych, m.in. zakonnikami i zakonnicami, robotnikami i przedstawicielami miejscowej gminy żydowskiej.

### Aparecida de Goiânia
4 lipca w Aparecida papież odprawił mszę św. i poświęcił ołtarz w nowej bazylice sanktuarium Matki Bożej z Aparecidy. Tego samego dnia miało również spotkanie z alumnami w seminarium Bom Jesus.

### Porto Alegre
4 lipca Jan Paweł II odwiedził również miasto portowe nad Jeziorem Patos – Porto Alegre. Po wizycie w miejscowej katedrze papież spotkał się z radnymi miasta i Krajową Radą Kościołów Chrześcijańskich. 5 lipca odprawił mszę św. na równinie przy Rua de Alancar. Następnie Jan Paweł II udał się do Kurytyby.

### Kurytyba
W Kurytybie 6 lipca papież odprawił mszę dla imigrantów. Tego samego dnia Jan Paweł II udał się do Salvador da Bahia.

### Salvador da Bahia
W Salvador da Bahia papież spotykał się z ubogimi i odprawił mszę na przedmieściu aglomeracji. W siedzibie ośrodka studiów i rekolekcji zamkniętych miało miejsce spotkanie z klerykami i zakonnicami.

### Recife
7 lipca w Recife Jan Paweł II odprawił mszę w intencji rolników.

### Teresina
W Teresinie 8 lipca papież przemówił do wiernych zgromadzonych na lotnisku, skąd udał się do Belém.

### Belem
W stolicy stanu Pará Jan Paweł II odwiedził 8 lipca seminarium Piusa X, po wizycie w Maritubie – kolonii trędowatych – odprawił mszę św. i nawiedził bazylikę Najświętszej Maryi Panny z Nazaretu.

### Fortaleza
9 lipca w Fortaleza papież odprawił mszę św. i otworzył X Krajowy Kongres Eucharystycznego. 10 lipca Jan Paweł II spotkał się z biskupami Brazylii i odprawił mszę św. w kaplicy arcybiskupstwa.

### Manaus
10 lipca papież przejechał 20-kilometrową trasę odkrytym samochodem, spotkał się z klerem i wiernymi oraz przedstawicielami mieszkańców Amazonii. 11 lipca odprawił mszę w intencji misjonarzy. Po procesji na Rio Negro i oficjalnym pożegnaniu Jan Paweł II odleciał do Rzymu.